# Њижње Ружбахи
Њижње Ружбахи (слч. Nižné Ružbachy) насељено је мјесто са административним статусом сеоске општине (слч. obec) у округу Стара Љубовња, у Прешовском крају, Словачка Република.

## Становништво
| Година:    | 1994. | 2004.   | 2014.   | 2024.   |
| ---------- | ----- | ------- | ------- | ------- |
| Број људи: | 649   | 639     | 634     | 622     |
| Разлика:   |       | -1,54 % | -0,78 % | -1,89 % |

| Година:    | 2023. | 2024.   |
| ---------- | ----- | ------- |
| Број људи: | 620   | 622     |
| Разлика:   |       | +0,32 % |

Према подацима о броју становника из 2024. године насеље је имало 622 становника.